# Jules Cambon
Jules Cambon (ur. 5 kwietnia 1845 w Paryżu, zm. 19 września 1935 w Vevey w Szwajcarii) – francuski dyplomata, gubernator Algierii. Brat Pierre’a Paula.
Z wykształcenia adwokat. W wojnie francusko-pruskiej 1870–1871 był kapitanem gwardii ruchomej. Po wojnie wstąpił do administracji państwowej, w 1879 został głównym sekretarzem prefektury policji w Algierii, a w 1891 gubernatorem Algierii. W 1897 został mianowany ambasadorem Francji w Stanach Zjednoczonych, od 1901 w Madrycie, w latach (1907–1914) w Berlinie. W sierpniu 1898 po wojnie amerykańsko-hiszpańskiej na prośbę rządu hiszpańskiego prowadził negocjacje pokojowe pomiędzy stronami konfliktu, które zakończyły się podpisaniem traktatu paryskiego.
W roku 1915 został sekretarzem generalnym Ministerstwa Spraw Zagranicznych. Od roku 1917 był doradcą Clemenceau przy rokowaniach francusko-amerykańskich. W roku 1918 powołany na Conseiller des affaires d’Alsace-Lorraine.
Był przewodniczącym komisji do spraw polskich na konferencji pokojowej w Paryżu w 1919 roku. Dążył do przyłączenia do Polski Górnego Śląska i Gdańska (bez głosowania ludności). Od 1920 przewodniczący konferencji ambasadorów.
Od 1918 był członkiem Akademii Francuskiej. Został odznaczony m.in. hiszpańskim Krzyżem Wielkim Orderu Karola III, francuskim Krzyżem Wielkim Legii Honorowej.